# Kanga (Mvomero)
Kanga è una circoscrizione rurale (rural ward) della Tanzania situata nel distretto di Mvomero, regione di Morogoro. Registra una popolazione di 21 018 abitanti (censimento 2012).